# Internationale Cricket-Saison 2020/21
Die internationale Cricket-Saison 2020/21 fand zwischen Oktober 2020 und April 2021 statt. Als Wintersaison trugen vorwiegend die Mannschaften aus Südasien, der Karibik und Ozeanien ihre Heimspiele aus. Die ausgetragenen Tests der internationalen Touren bildeten die Grundlage für die ICC Test Championship. Die ODI bildeten den Grundstock für die ICC ODI Championship und die Twenty20-Spiele für die ICC T20I Championship. Auf Grund der COVID-19-Pandemie wurden zahlreiche Spiele und Touren entweder verschoben oder abgesagt.

## Überblick

### Internationale Touren
| Beginn            | Heimteam           | Auswärtsteam | Resultate | Resultate | Resultate | Artikel |
| Beginn            | Heimteam           | Auswärtsteam | Test      | ODI       | Twenty20  | Artikel |
| ----------------- | ------------------ | ------------ | --------- | --------- | --------- | ------- |
| 30. Oktober 2020  | Pakistan           | Simbabwe     |           | 2–1 [3]   | 3–0 [3]   | Artikel |
| 27. November 2020 | Australien         | Indien       | 1–2 [4]   | 2–1 [3]   | 1–2 [3]   | Artikel |
| 27. November 2020 | Neuseeland         | West Indies  | 2–0 [2]   |           | 2–0 [3]   | Artikel |
| 27. November 2020 | Südafrika          | England      |           | – [3]     | 0–3 [3]   | Artikel |
| 18. Dezember 2020 | Neuseeland         | Pakistan     | 2–0 [2]   |           | 2–1 [3]   | Artikel |
| 26. Dezember 2020 | Südafrika          | Sri Lanka    | 2–0 [2]   |           |           | Artikel |
| 8. Januar 2021    | Ver. Arab. Emirate | Irland       |           | 1–1 [4]   |           | Artikel |
| 14. Januar 2021   | Sri Lanka          | England      | 0–2 [2]   |           |           | Artikel |
| 20. Januar 2021   | Bangladesch        | West Indies  | 0–2 [2]   | 3–0 [3]   |           | Artikel |
| 21. Januar 2021   | Afghanistan        | Irland       |           | 3–0 [3]   |           | Artikel |
| 26. Januar 2021   | Pakistan           | Südafrika    | 2–0 [2]   |           | 2–1 [3]   | Artikel |
| 5. Februar 2021   | Indien             | England      | 3–1 [4]   | 2–1 [3]   | 3–2 [5]   | Artikel |
| 22. Februar 2021  | Neuseeland         | Australien   |           |           | 3–2 [5]   | Artikel |
| 2. März 2021      | Afghanistan        | Simbabwe     | 1–1 [2]   |           | 3–0 [3]   | Artikel |
| 3. März 2021      | West Indies        | Sri Lanka    | 0–0 [2]   | 3–0 [3]   | 2–1 [3]   | Artikel |
| 20. März 2021     | Neuseeland         | Bangladesch  |           | 3–0 [3]   | 3–0 [3]   | Artikel |
| 2. April 2021     | Südafrika          | Pakistan     |           | 1–2 [3]   | 1–3 [4]   | Artikel |
| 21. April 2021    | Sri Lanka          | Bangladesch  | 1–0 [2]   |           |           | Artikel |
| 21. April 2021    | Simbabwe           | Pakistan     | 0–2 [2]   |           | 1–2 [3]   | Artikel |

### Internationale Touren (Frauen)
| Beginn             | Heimteam   | Auswärtsteam | Resultate | Resultate | Artikel |
| Beginn             | Heimteam   | Auswärtsteam | WODI      | WTwenty20 | Artikel |
| ------------------ | ---------- | ------------ | --------- | --------- | ------- |
| 26. September 2020 | Australien | Neuseeland   | 3–0 [3]   | 2–1 [3]   | Artikel |
| 20. Januar 2021    | Südafrika  | Pakistan     | 3–0 [3]   | 2–1 [3]   | Artikel |
| 23. Februar 2021   | Neuseeland | England      | 1–2 [3]   | 0–3 [3]   | Artikel |
| 7. März 2021       | Indien     | Südafrika    | 1–4 [5]   | 1–2 [3]   | Artikel |
| 28. März 2021      | Neuseeland | Australien   | 0–3 [3]   | 1–1 [3]   | Artikel |

## Nationale Meisterschaften
Aufgeführt sind die nationalen Meisterschaften der Full Member des ICC.
| Land                             | First-Class                              | List A                                      | Twenty20                                       |
| -------------------------------- | ---------------------------------------- | ------------------------------------------- | ---------------------------------------------- |
| Australien                       | Sheffield Shield 2020/21                 | Marsh One-Day Cup 2020/21                   | Big Bash League 2020/21                        |
| Bangladesch                      | National Cricket League 2020/21          |                                             |                                                |
| Indien                           |                                          | Vijay Hazare Trophy 2020/21                 | Indian Premier League 2021                     |
|                                  |                                          | Syed Mushtaq Ali Trophy 2020/21             |                                                |
| Sri Lanka                        |                                          | Major Clubs Limited Over Tournament 2020/21 | SLC Twenty20 Tournament 2020/21                |
| Neuseeland                       | Plunket Shield 2020/21                   | Ford Trophy 2020/21                         | Dream 11 Super Smash 2020/21                   |
| Pakistan                         | Quaid-e-Azam Trophy 2020/21              | Pakistan Cup 2020/21                        | National T-20 Cup 2020/21                      |
|                                  |                                          | Pakistan Super League 2021                  |                                                |
| Simbabwe                         | Logan Cup 2020/21                        | Pro50 Championship 2020/21                  | Zimbabwe Domestic Twenty20 Competition 2020/21 |
| Südafrika                        | CSA 4-Day Franchise Series 2020/21       | Momentum 1 Day Cup 2020/21                  | CSA T20 Challenge 2020/21                      |
| CSA 3-Day Provincial Cup 2020/21 | CSA Provincial One-Day Challenge 2020/21 |                                             |                                                |
| West Indies                      |                                          | Super50 Cup 2020/21                         |                                                |

## Nationale Meisterschaften (Frauen)
| Land       | List A                                                  | Twenty20                                     |
| ---------- | ------------------------------------------------------- | -------------------------------------------- |
| Australien | Women’s National Cricket League 2020/21                 | Women’s Big Bash League 2020/21              |
| Indien     |                                                         | Women’s T20 Challenge 2020/21                |
| Sri Lanka  |                                                         |                                              |
| Neuseeland | New Zealand Cricket Women's One Day Competition 2020/21 | New Zealand Cricket Women’s Twenty20 2020/21 |
| Südafrika  | CSA Women's Provincial T20 Competition 2020/21          | CSA Women's Provincial League 2020/21        |